# Велоспорт на летних Олимпийских играх 1896 — 10 километров
Гонка на 10 километров на велотреке среди мужчин на летних Олимпийских играх 1896 прошла 11 апреля. Приняли участие шесть спортсменов из четырёх стран.

## Призёры
| Золото              | Серебро             | Бронза               |
| Поль Массон Франция | Леон Фламан Франция | Адольф Шмаль Австрия |

## Соревнование
| Место | Спортсмен                      | Время      |
| ----- | ------------------------------ | ---------- |
| 1     | Поль Массон (FRA)              | 17:54,2    |
| 2     | Леон Фламан (FRA)              | 17:54,8    |
| 3     | Адольф Шмаль (AUT)             | Неизвестно |
| 4     | Йозеф Роземейер (GER)          | Неизвестно |
| 5     | Аристидис Константинидис (GRE) | Неизвестно |
| —     | Георгиос Колеттис (GRE)        | DNF        |

В самом начале гонки оба грека столкнулись, Колеттис от этого повредил руку и не смог продолжать гонку. Победил в гонке второй раз за день Массон, второе занял его соотечественник Фламан, а третье австрийский велосипедист Шмаль.